# Kelenföld vasútállomás (stanice metra v Budapešti)
Kelenföld vasútállomás je konečná podzemní stanice na lince M4 budapešťského metra. Nachází se v blízkosti stejnojmenného nádraží, jižně od staniční budovy, v jihozápadní části města v budínském XI. městském okruhu na náměstí Etele tér.

## Infrastruktura v okolí stanice
Stanice má dva východy, jeden na náměstí Etele tér, druhý za kolejištěm nádraží směrem ke čtvrti Örmező. Stanice je budována s ohledem na budoucí prodloužení linky metra do čtvrtí za dálnicí M1. Současně s výstavbou stanice byly rekonstruovány i konečná stanice tramvají a autobusový terminál MHD. Další autobusový terminál pro příměstské linky společnosti Volán bude vybudován v blízkosti stanice v budoucnu. V prostoru jihozápadně od stanice metra bude vybudováno depo metra, které je pod úrovní terénu. Parkoviště P+R je plánováno v prostoru za nádražím pod dalším terminálem autobusů MHD.

## Technické údaje
- Délka stanice: 90 m
- Délka nástupišť: 80 m
- Plocha nástupišť: 970 m²
- Niveleta stanice: 16,4 m pod úrovní terénu (od temene kolejnice)
- Počet eskalátorů: 9
- Počet výtahů: 2
- Počet výstupů: 2
- Typ stanice: Jednolodní hloubená a ražená s nástupištěm uprostřed
- Nadmořská výška: 96,27 m n. m. (od temene kolejnice) - nejvýše položená stanice linky

## Možnost přestupu

### Tramvaje
Linky 1, 19, 49

### Autobusy
Linky 8E, 40, 40B, 40E, 53, 58, 87, 88, 88A, 88B, 101B, 101E, 103, 108E, 141, 150, 153, 154, 172, 173, 187, 188, 188E, 250, 250B, 251, 251A, 272